# Gustafs distrikt
Gustafs distrikt är ett distrikt i Säters kommun och Dalarnas län. Distriktet ligger omkring Enbacka och Mora i sydöstra Dalarna.

## Tidigare administrativ tillhörighet
Distriktet inrättades 2016 och utgörs av Gustafs socken i Säters kommun.
Området motsvarar den omfattning Gustafs församling hade vid årsskiftet 1999/2000.

## Tätorter och småorter
I Gustafs distrikt finns tre tätorter och tre småorter.

### Tätorter
- Enbacka och Mora
- Naglarby
- Solvarbo

### Småorter
- Backa
- Boberg
- Bodarne, Uddsarvet och Åkre